# Hurbanovo
Hurbanovo (do roku 1948 slovensky Stará Ďala, maďarsky Ógyalla) je město na jižním Slovensku, v Nitranském kraji. Žije v něm přibližně 7 200 obyvatel. Území města se skládá ze dvou katastrálních území: Bohatá na severu a Hurbanovo na jihu,

## Historie
První písemná zmínka o městě je z roku 1357. Město bylo součástí Uherska až do roku 1918 (provizorní hranice ČSR), resp. 1920 (hranice podle Trianonské smlouvy). V roce 1948 bylo město přejmenováno z názvu Stará Ďala na Hurbanovo, po slovenském spisovateli Hurbanovi.
V roce 1971 byla k městu Hurbanovo přiřazena do té doby samostatná obec Bohatá (maďarsky Bagota). Město je známé svým pivovarem, kde se vyrábí pivo značky Zlatý Bažant. Ve městě rovněž sídlí Slovenská ústřední hvězdárna. 

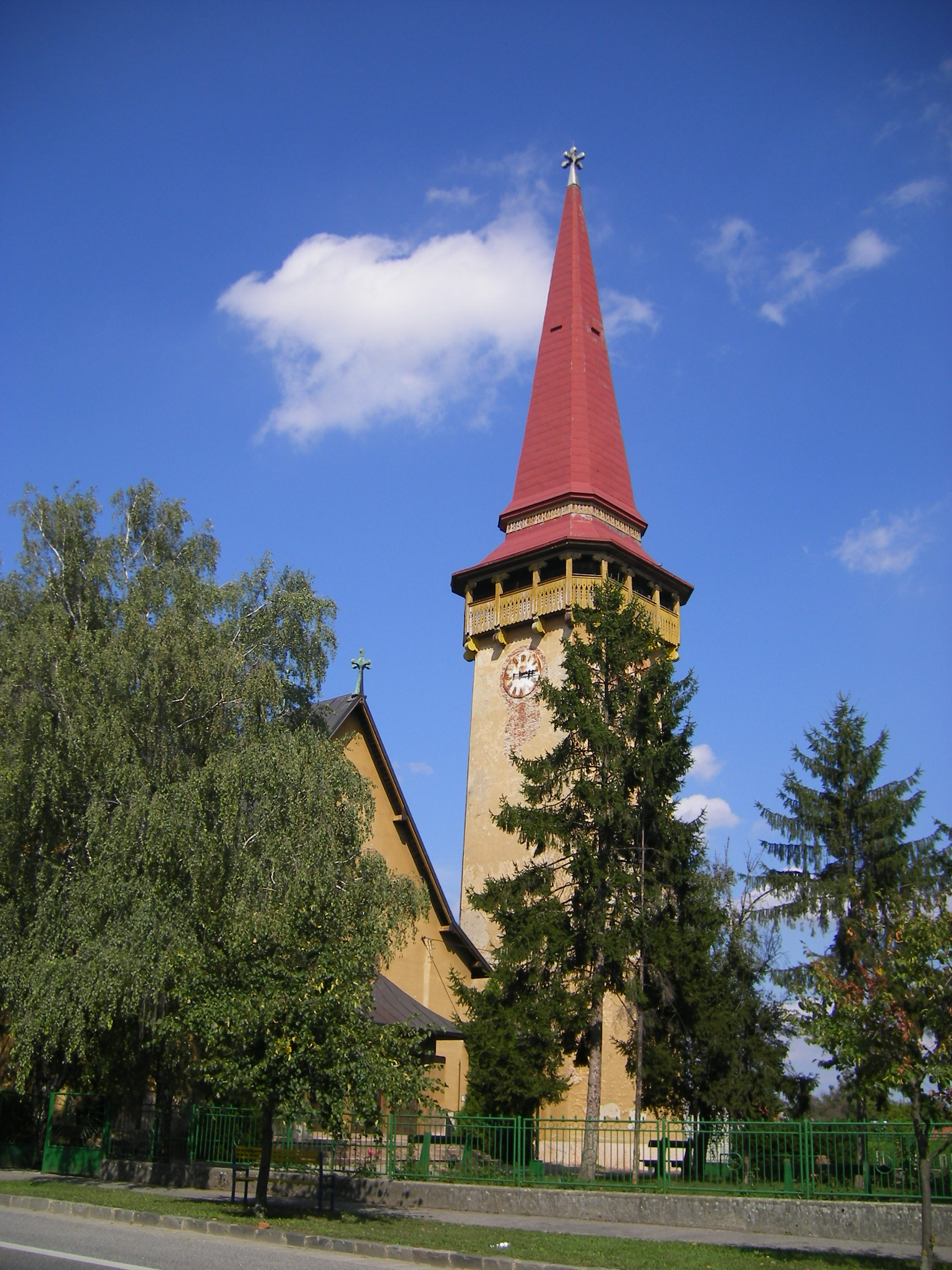
Kostel svatého Ladislava

## Přírodní poměry
Město se nachází v Podunajské nížině, na břehu řeky Žitava, cca 15 km od Komárna a cca 12 km od Nových Zámků. Katastrem města Hurbanovo protékají dvě řeky. Na západě je to řeka Žitava a na jihozápadě je to řeka Nitra. Žitava se vlévá do Nitry v katastrálním území sousední obce Martovce. Středem katastru i intravilánu města teče umělý vodní tok Hurbanovský kanál (Ibolyás), který se vlévá do Patinského kanálu a ten pak do Dunaje. Město leží na železniční trati Nové Zámky – Komárom.
V katastrálním území města leží chráněné areály Révajovská pustatina, Bohatský, Hurbanovský a Kaštieľsky park a zasahuje do něj část přírodní rezervace Alúvium Žitavy.

## Části města
Hurbanovo se skládá ze sedmi městských částí: Bohatá, Holanovo, Hurbanovo, Pavlov Dvor, Nová Trstená, Vék, Zelený Háj. Nejvíce obyvatel žije v městských částech Hurbanovo a Bohatá.

## Pamětihodnosti
- Římskokatolický kostel sv. Ladislava, jednolodní secesní stavba  z let 1912–1913. Autorem stavby je významný maďarský architekt István Medgyaszay. Stojí na místě starší barokní stavby z roku 1718, která v roce 1911 vyhořela. V konstrukci kostela se uplatňuje železobeton a také dřevěné konstrukce tvořící klenbu centrálního prostoru. Dřevěný detail stavby nese inspiraci maďarským a sedmihradským lidovým uměním, celek je v duchu dobové secese.
- Římskokatolický kostel sv. Anny v části Bohatá, jednolodní pozdně barokní stavba s půlkruhovým ukončením presbytáře a představenou věží, z roku 1735. Klasicistními úpravami prošel v roce 1811 a obnovou v roce 1960.
- Reformovaný kostel, jednolodní klasicistní stavba s pravoúhlým závěrem a představenou věží, z roku 1822. V roce 1913 prošel neorománskou úpravou, která mu dala současnou podobu.
- Hvězdárna, technická památka, třípodlažní stavba na půdorysu písmene U, z let 1867–1874. Jedná se o první moderní observatoř na území bývalého Rakousko-Uherska. Hvězdárnu vybudoval Mikuláš Konkoly-Thege[5]; první úprava proběhla v roce 1905. Před rokem 1920 (po vzniku Československa) byly všechny dalekohledy převezeny do Maďarska.[6] Další úpravy hvězdárny proběhly v letech 1930 a v roce 1992. Objekt se nachází  uprostřed rozsáhlého krajinářského parku v areálu Slovenské ústřední hvězdárny.
- Kaštel rodiny Konkoly-Thege.
- Fesztyho kaštel, národní kulturní památka. Rodný dům Árpáda Fesztyho. Jednopodlažní tříkřídlová, třítraktová, původně barokní stavba ze začátku 18. století. Úpravami prošel v roce 1818 a 1907, kdy byl eklekticky přestavěn podle projektu Mihálya Nagye v duchu secese. V majetku rodiny.
- Vila Steiner, jednopodlažní secesní stavba s nárožními věžemi, z roku 1901.
- Ordódyovská kúrie v části Bohatá, jednopodlažní dvoutraktová původně klasicistní stavba na půdorysu písmena L ze začátku 19. století. Ve druhé polovině 19. století obdržela neorenesanční úpravu. Nachází se uprostřed krajinářského parku.
- Klasicistická kúrie v části Bohatá, jednopodlažní stavba na půdorysu obdélníku s převýšenou valbovou střechou ze začátku 19. století.
- Mauzoleum rodiny Thege-Konkoly, neogotická stavba na půdorysu obdélníku z roku 1851.
- Mauzoleum rodiny Feszty, neogotická stavba na půdorysu obdélníku z konce 19. století.

## Osobnosti
- Adolf Feszty (1846–1900), architekt a politik
- Árpád Feszty (1856–1914), malíř
- Gyula Feszty  (1854–1912), architekt
- Hana Hegerová (1931–2021), zpěvačka
- Mikuláš Konkoly-Thege (1842–1916), fyzik a astronom.
- Jozef Malovec (1933–1998), hudební skladatel

Ve městě prožila část života zpěvačka Hana Hegerová.

## Partnerská města
- Lovran, Chorvatsko
- Pápa, Maďarsko
- Węgrów, Polsko
- Žlutice, Česko